# جيف بيكر
جيف بيكر هو صحفي كندي، ولد في 16 ديسمبر 1968 في مونتريال في كندا.